# 最好電器
倍適得電器（日语：株式会社ベスト電器），是一個1953年9月3日創立於日本九州福岡市的家庭電器零售連鎖店，目前為日本第七大家電零售店，在馬來西亞、新加坡及印尼開設分店。2012年12月13日起成為山田電機（ヤマダ電機）持股52.2%的子公司。

## 海外分店

### 香港

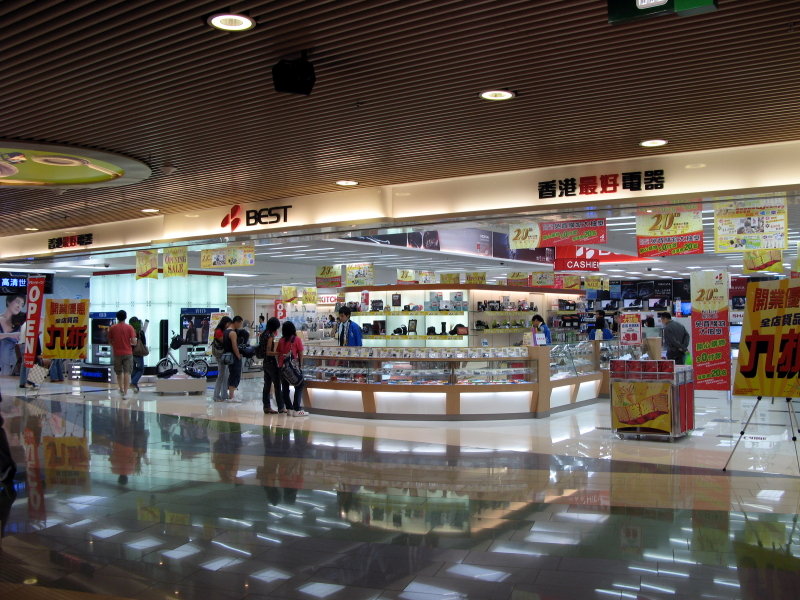
最好電器在香港九龍灣MegaBox的分店

最好電器早於1980年代後期進駐香港，當時百貨公司八佰伴的電器部由最好電器經營。到了1997年八佰伴清盤時，由於八佰伴售賣的電器是由最好電器擁有，因此清貨貨品並不包括電器在內。此外，最好電器於屯門市廣場及新城市廣場之分店可在原來位置繼續經營，而屯門市廣場分店更一直經營至2011年6月1日由蘇寧鐳射接管；換言之，目前屯門市廣場的蘇寧鐳射位置，正是當年八佰伴電器部。
2011年6月1日，香港最好電器所有業務由蘇寧鐳射接管。獲接管的分店如下：
- 九龍灣旗艦店（位於MegaBox）
- 大角咀店（位於奧海城二期）
- 屯門店（位於屯門市廣場）

香港最好電器於全盛時期共有7間分店，於由蘇寧鐳射接管之前已結業的分店如下：
- 將軍澳店（位於新都城二期）
- 馬鞍山店（位於新港城）
- 鑽石山店（位於荷里活廣場）
- 荃灣店（位於愉景新城）

另外，最好電器曾於1994-1996年間於何文田愛民商場開設分店，為香港第一間獨立於八佰伴電器部的最好電器分店，當時租用了愛民商場的G38舖；但經營年多就結業，原址租予惠康超級市場直至2012年5月商場大翻新為止，現時為麥當勞，並因消防條例，將原先地庫部份永久關閉。

### 臺灣
倍適得電器股份有限公司（英語：BEST，簡稱：倍適得，前身：臺灣泰一電氣）的臺灣BEST電器，成立於1989年，早期是由日本DEO DEO大型量販連鎖（原日本第一株式會社，1997年4月間於五十週年慶正式改名為 DEO DEO）及和泰興業合資成立，於臺北市羅斯福路與和平西路口成立第一家分店。
日本BEST電器於2005年1月取得日方之經營權，入主臺灣泰一電氣，正式宣布進駐臺灣家電市場。
2006年9月，臺灣泰一電氣在臺北市內湖區成立第一家BEST電器旗艦店。爾後臺灣泰一電氣陸續更換旗下分店名稱為「日本BEST電器」，2007年5月臺灣泰一電氣正式更名為「倍適得電器」。
2009年10月，憶聲電子接管倍適得電器，倍適得電器成為憶聲電子旗下公司。
2010年8月，倍適得電器併購大統集團的真光家電，接手其10家門市。2011年12月15日，日本BEST電器與憶聲電子簽署股權轉讓契約，日本BEST電器持有之倍適得電器逾半股權賣給憶聲電子。

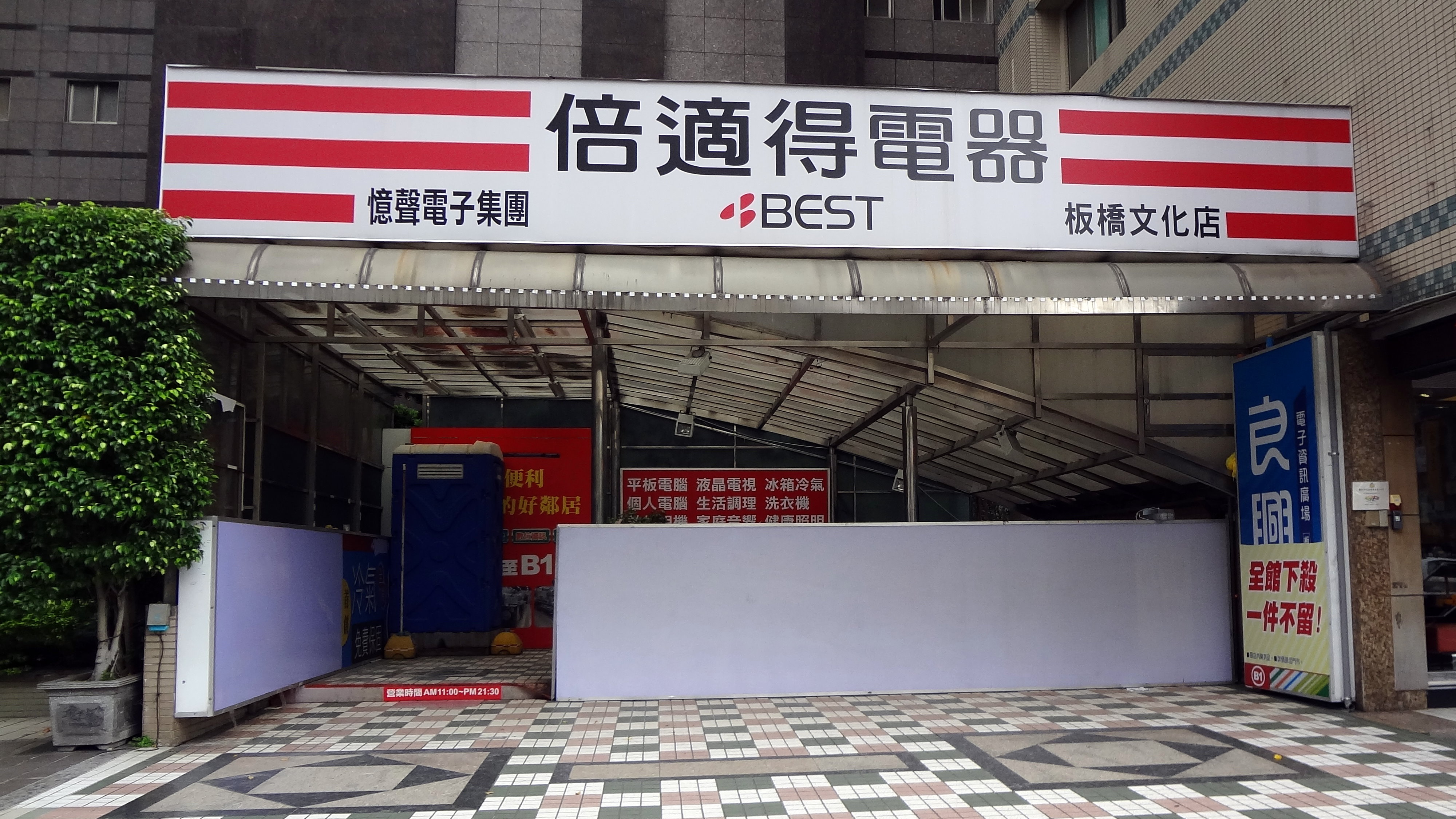
倍適得電器板橋文化店，2017年歇業

2017年12月7日，憶聲電子公告，倍適得電器無法因應電子商務興起，董事會決議解散清算。2017年12月29日，倍適得電器歇業。
2018年3月，倍適得電器清算兩個月後，被資遣員工仍無法領到遣散費，原因在於倍適得電器一直沒補齊臺北市政府勞動局要求繳交的員工薪資資料。

## 外部連結
- 株式会社ベスト電器 （页面存档备份，存于） （日語）